# Houdreville

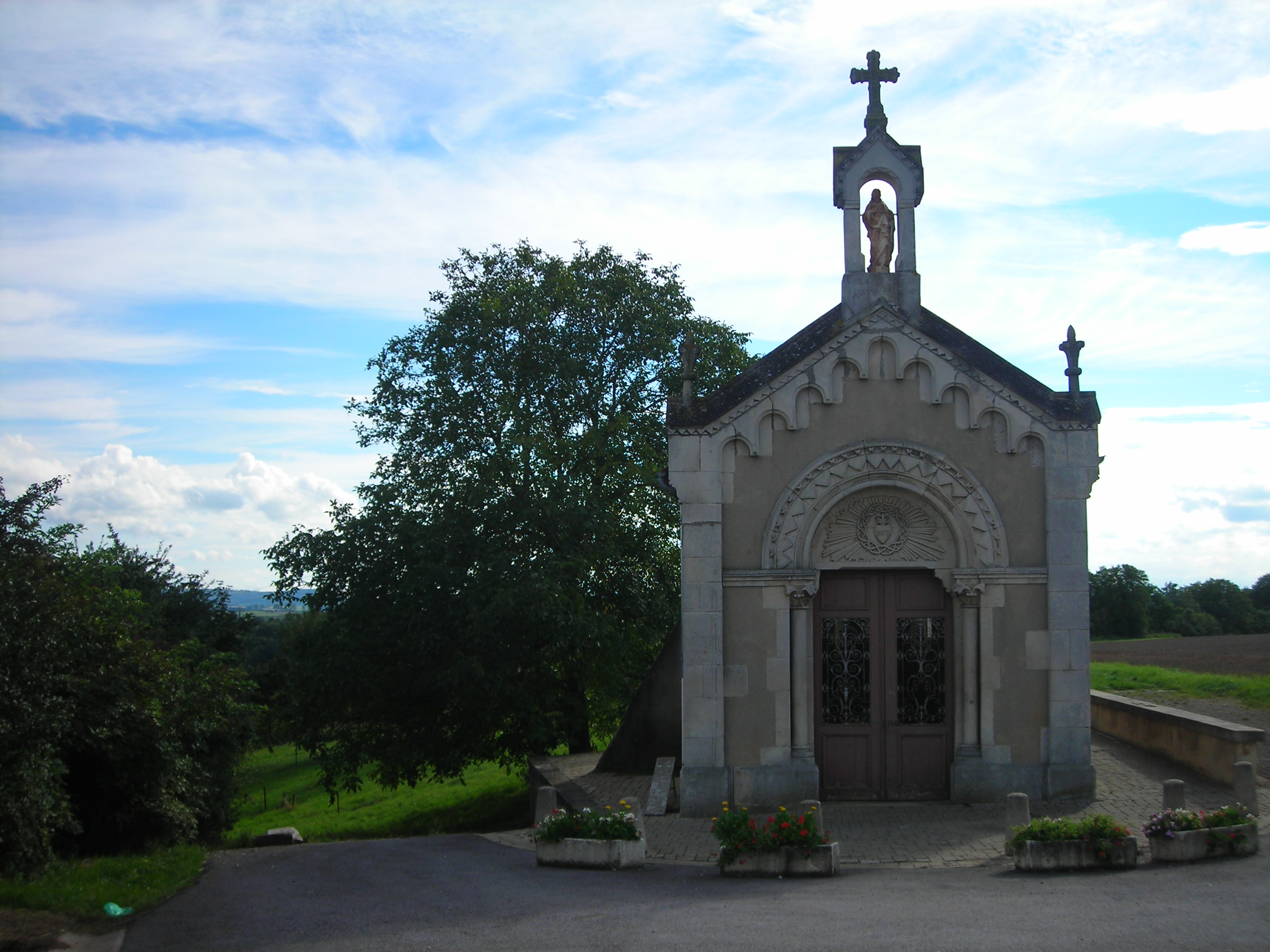
Kaplica Najświętszego Serca Pana Jezusa z 1879 r. (2007)

Houdreville – miejscowość i gmina we Francji, w regionie Grand Est, w departamencie Meurthe i Mozela.
Według danych na rok 1990 gminę zamieszkiwały 364 osoby, a gęstość zaludnienia wynosiła 35 osób/km² (wśród 2335 gmin Lotaryngii Houdreville plasuje się na 693. miejscu pod względem liczby ludności, natomiast pod względem powierzchni na miejscu 578.).

## Populacja

Populacja Houdreville w latach 1962–2008